# Laaiend vuur
Laaiend vuur is een nummer van de Nederlandse band De Dijk uit 1995. Het is de tweede single van hun achtste studioalbum De blauwe schuit.
Het nummer haalde een bescheiden 37e positie in de Nederlandse Top 40.